# Calamus interruptus
Calamus interruptus är en enhjärtbladig växtart som beskrevs av Odoardo Beccari. Calamus interruptus ingår i släktet Calamus och familjen Arecaceae. Inga underarter finns listade i Catalogue of Life.